# リンゴ・メンドーサ
リンゴ・メンドーサ（Ringo Mendoza）のリングネームで知られるヘナロ・ハコボ・コントレラス（Genaro Jacobo Contreras、1949年9月19日 - ）は、メキシコ・ハリスコ州出身の元プロレスラー。
弟はカチョーロ・メンドーサ、インディオ・メンドーサ。

## 来歴
- 1968年にデビュー。
- 1974年11月29日にアニバルを破りメキシコナショナルミドル級王座を奪取。
- 1977年7月3日にペロ・アグアヨを破りNWA世界ミドル級王座を奪取。
- 1978年2月17日にエル・ファラオンを破りNWA世界ミドル級王座を2度目の奪取。
  - 6月23日に再びペロ・アグアヨを破りNWA世界ミドル級王座を3度目の奪取。
- 1979年2月7日にトニー・サラザーを破りNWA世界ミドル級王座を4度目の奪取。
- 1980年6月6日にエル・サタニコを破りメキシコナショナルミドル級王座を2度目の奪取。
- 1981年4月3日にサングレ・チカナを破りNWA世界ミドル級王座を5度目の奪取。
- 1982年6月18日に弟カチョーロ・メンドーサと組んでエル・サタニコ、エスペクトロ・ジュニアを破りメキシコナショナルタッグチーム王座を奪取。
- 1986年11月28日にザ・キス、ラヨ・デ・ハリスコ・ジュニアと組んでブラソ・デ・オロ、ブラソ・デ・プラタ、エル・ブラソ（ロス・ブラソス）組を破りメキシコナショナルトリオ王座を奪取。
- 1989年4月29日にグラン・コチーセを破りUWA世界ジュニアライトヘビー級王座を奪取。
- 1999年3月7日にエル・サタニコを破りCMLL世界ミドル級王座を奪取。
- 後セミリタイヤトレーニングジムを経営。
- 2009年に完全引退。

## 得意技
リンギーナ

## 獲得タイトル
- メキシコナショナルミドル級王座
- NWA世界ミドル級王座
- メキシコナショナルタッグチーム王座
- メキシコナショナルトリオ王座
- UWA世界ジュニアライトヘビー級王座
- CMLL世界ミドル級王座